# Буковинський вісник (НРУ)
«Буковинський вісник» (НРУ) — україномовна самвидавча (нелегальна) газета «Народного Руху за перебудову» в Чернівцях

## Історія заснування
Самвидавча (нелегальна) газета «Буковинський вісник» появилась у Чернівцях в 1989 році завдяки ініціативі і зусиллям Володимира Петровича Старика — на той час наукового працівника, співголови Чернівецької крайової організації Народного Руху України за перебудову (НРУ)
В. П. Старик взяв на себе обов'язки чільного автора текстів (статей), редактора і видавця.

Головний редактор «Буковинського вісника» Старик Володимир Петрович (2013)

## Основні автори
Володимир Старик, Олег Панчук, Володимир Кондратенко, Ігор Нестерук, Йосиф Зісельс, Володимир Бойко, Ігор Кравчук.

## Формат
Формат газети — А2.

## Розмноження
Газета редактувалась і версталась (Старик) у Чернівцях, а потім для розмноження на копіювальній техніці доставлялась у Вільнюс (Литва).

## наклад газети і розповсюдження
Наклад газети був 3000 примірників.
Газета розповсюджувалась активістами Народного Руху шляхом її продажу в людних місцях міст і сіл Буковини.
Газета продавалась за ціною один карбованець.
Витрати на випуск газети покривались за рахунок видавців і благодійних внесків чернівчан.

## Період виходу газети
Газета виходила протягом двох років: з 1989 року до 1990 року.
Всього було випущено шість номерів.
Періодичність випуску газети була не строгою.
Причиною припинення виходу газети була зміна проводу Руху.

## Галерея

Фрагмент другої сторінки газети
Фрагмент газети зі списком жертводавців.
Фрагмент останнього (№ 6) номера газети.